# Tyne Bridge
Tyne Bridge – most drogowy w centrum angielskiego miasta Newcastle upon Tyne nad rzeką Tyne, jeden z siedmiu mostów drogowych na tej rzece w mieście. Od sierpnia 2018 jest zabytkiem II* stopnia.

## Historia

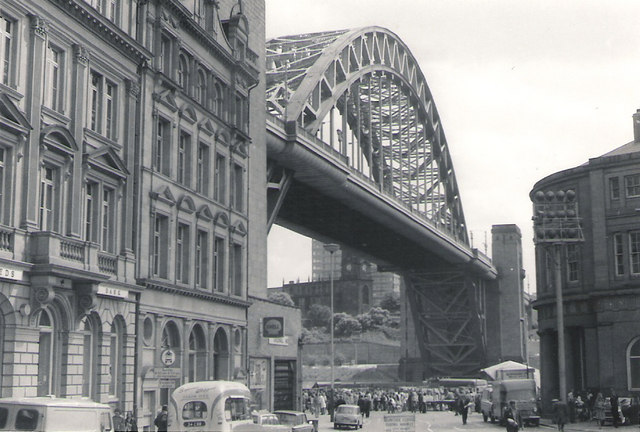
Widok z 1977

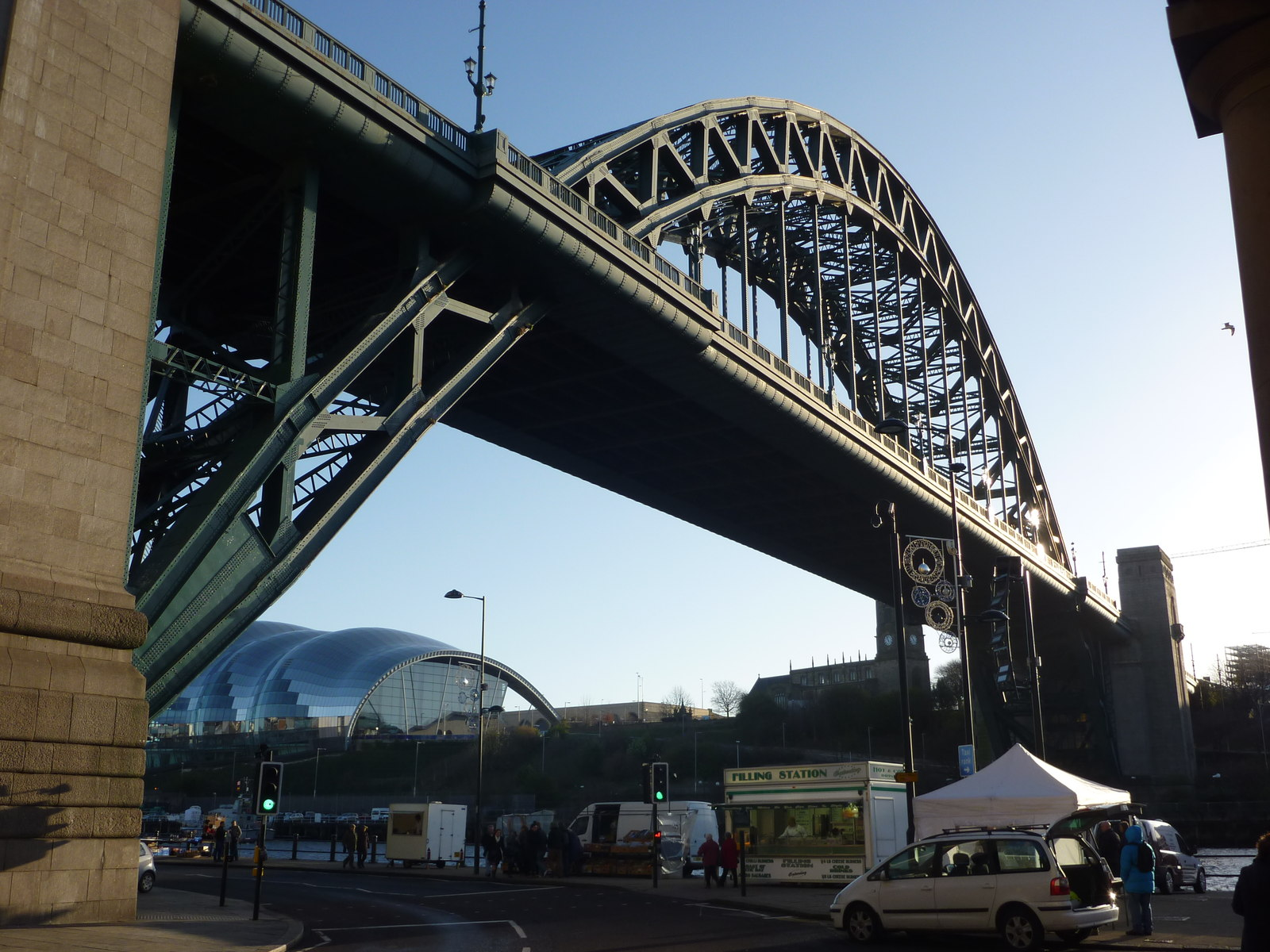
Widok ogólny

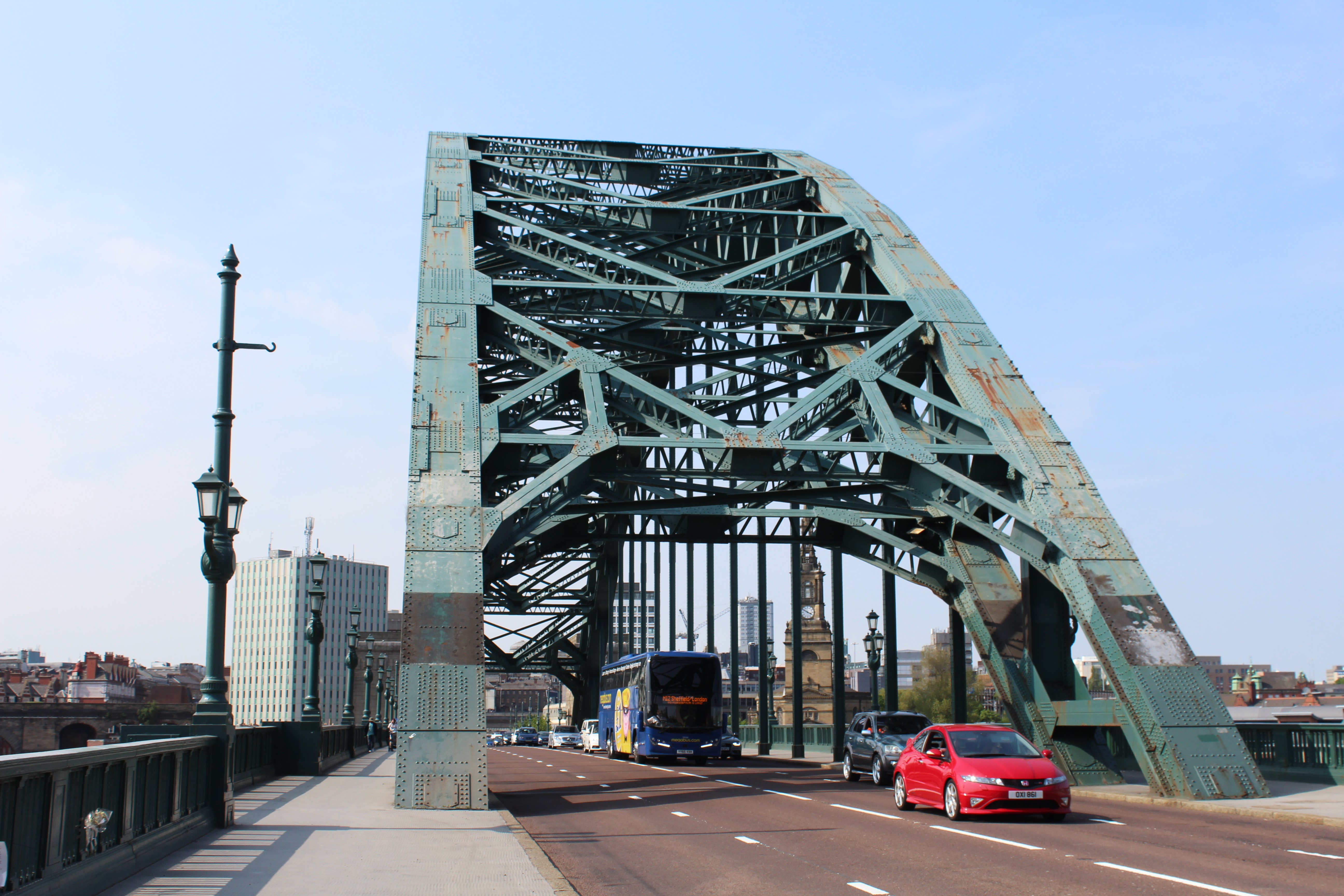
Przęsło

Budowę rozpoczęto w sierpniu 1925 przy użyciu technik stoczniowych rękami miejscowych stoczniowców. Wykonawcą było przedsiębiorstwo Dorman Long & Co. Był prototypem konstrukcji Sydney Harbour Bridge w Australii (1932). Projektantami byli w obu przypadkach ci sami architekci, m.in. pierwsza kobieta, która została przyjęta do Instytutu Inżynierów Budownictwa, Dorothy Buchanan z Langholm. Obiekt został otwarty 10 października 1928 przez króla Jerzego V w odpowiedzi na rosnący ruch samochodowy i stał się charakterystycznym symbolem Północnego-Wschodu Anglii. Most skonstruowany jest ze stali, a jego dwa główne filary wzniesiono z ciosów granitowych. W momencie budowy był najdłuższym mostem przęsłowym na świecie. Jako pierwsi z przeprawy skorzystali król wraz z królową, jadąc powozem konnym landau, w obecności tysięcy mieszkańców regionu oraz 20.000 uczniów, którzy otrzymali wtedy dzień wolny. Podczas budowy zginęła jedna osoba (Nathaniel Collins, 33-letni monter rusztowań z South Shields, który spadł z konstrukcji 18 lutego 1928). Łuk mostu budowano jednocześnie z obu brzegów, a kiedy przerwa pomiędzy oboma częściami wyniosła dziewięć cali, połączył je specjalnie przygotowany przyrząd nitujący.
Obecnie z przeprawy korzysta około 70.000 pojazdów dziennie. Prowadzi nią jedna z najbardziej ruchliwych tras do i z Newcastle (droga nr A167, wcześniej A1, zanim trasa ta została przekierowana poza centrum miasta). Jest też kluczowym odcinkiem corocznego biegu North Run, podczas którego przebiega nią około 54.000 biegaczy.
W miejscu Tyne Bridge znajdowało się wcześniej wiele przepraw. Pierwszą był rzymski most Pons Aelius z około 122 r. n.e. W 1270 zbudowano kamienny most, który stał przez pięćset lat, aż został poważnie uszkodzony przez wielką powódź w 1771. Zbudowano wówczas nowy kamienny most z 1781, ale usunięto go w 1866, by umożliwić przepływ wyższych statków i zastąpiono mostem obrotowym zbudowanym w 1876.

## Parametry
Most ma długość 397,72 metra, szerokość 17,08 metra i wysokość 59 metrów. Wysokość łuku wynosi 55 metrów, a jego rozpiętość 161,95 metra.